# Catilina

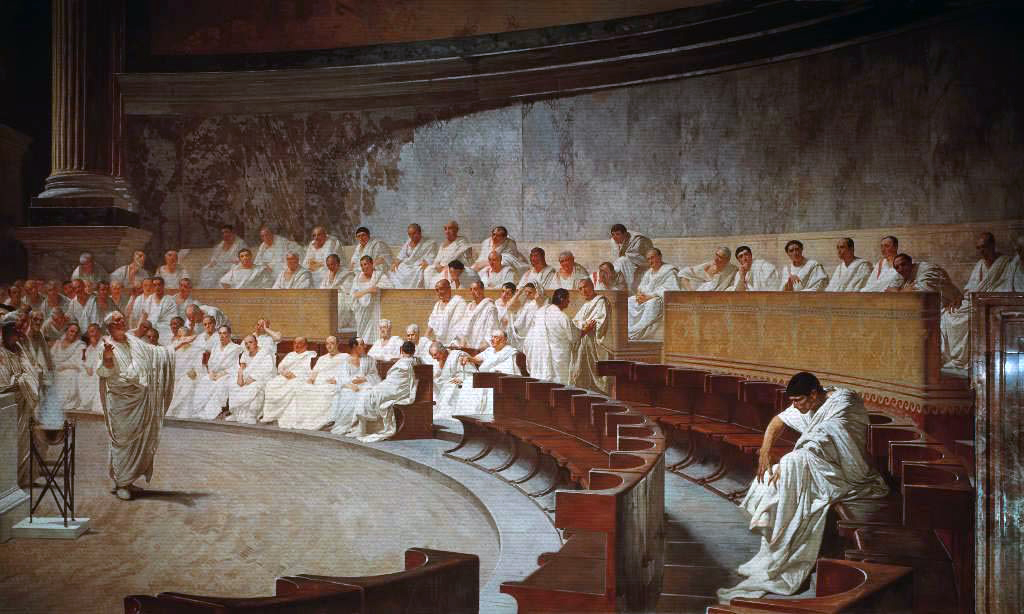
Cicerón pronuncia su discurso contra Catilina, por el pintor neorrenacentista y escultor italiano Cesare Maccari.

Lucio Sergio Catilina  (108-62 a. C.) fue un destacado político romano de la era tardorrepublicana. Catilina ha pasado a la historia por ser el protagonista de la llamada conjuración de Catilina, una conspiración que, según las acusaciones formuladas por Marco Tulio Cicerón, habría consistido en destruir la República.
Catilina es una de las figuras más enigmáticas de la historia de Roma, envilecida y desdibujada por los cronistas e historiadores clásicos. Las dos fuentes principales de información sobre Catilina son precisamente las más hostiles al personaje. Cicerón, su mayor enemigo político, no ahorró ninguna denuncia contra él, especialmente en sus discursos llamados Catilinarias, mientras Salustio le atribuyó algunos de los más viles crímenes en su monografía moralista De coniuratione Catilinae. Aun así, muchas de las peores acusaciones contra él, como la de que hacía sacrificios humanos, eran con mucha probabilidad meras invenciones. A pesar de ello, la conjuración de Catilina sigue siendo uno de los más famosos y turbulentos hechos de las últimas décadas de la República romana.

## Entorno familiar
Catilina nació en el año 108 a. C. (o posiblemente poco antes), en el seno de la gens Sergia, familia del más noble origen patricio, aunque de poca fortuna social y económica. A pesar de la herencia consular de su familia, el último Sergio que llegó a cónsul fue Cayo Sergio Fidenate, en 380 a. C.
De su padre no sabemos mucho aunque, a juzgar por la expresión de Cicerón (in patris egestate), debió de tener escasos medios económicos y permanecer apartado de la política. Su bisabuelo, Marco Sergio Silo, por el contrario, se distinguió por participar en casi todas las batallas de la segunda guerra púnica.
Catilina trataría de restaurar la herencia política de su familia junto con su antigua situación económica.

## Carrera militar
Comandante capaz, Catilina tuvo una meritoria carrera militar. Comenzó desempeñando el cargo de tribuno o prefecto de las tropas auxiliares durante la guerra Social junto a Pompeyo y Quinto Tulio Cicerón, a las órdenes del cónsul Cneo Pompeyo Estrabón en 89 a. C.
También apoyó a Sila en la guerra civil de los años 84 y 81 a. C. Durante el gobierno de Cinna, Catilina no desempeñó un papel fundamental, aunque permaneció en una segura situación política. Cuando Sila retornó a Italia, Catilina abrazó su causa, sirviendo en su ejército con el cargo de cuestor; de igual modo, fue un destacado miembro de la oligarquía durante la dictadura silana, beneficiándose de las proscripciones. Plutarco le atribuye el asesinato de varios nobles, así como el de su propio hermano y el de su cuñado, el caballero Quinto Cecilio. Otra acción que se le atribuye igualmente fue la muerte de Marco Mario Gratidiano, sobrino de Cayo Mario, cuya cabeza habría paseado por las calles de Roma y llevado a un agradecido Sila.
A principios de la década de 70 a. C. sirvió en el extranjero, posiblemente con Publio Servilio Vatia Isáurico, en Cilicia. En el año 73 a. C. fue llevado a juicio por adulterio con la virgen vestal Fabia, aunque Quinto Lutacio Cátulo, principal líder de los optimates, testificó en su favor y Catilina fue exculpado.
En 68 a. C. fue pretor, obteniendo el gobierno de la provincia de África como propretor  durante los dos siguientes años. Una vez de vuelta en Roma, en 66 a. C., se presentó como candidato para las elecciones consulares, último escalón del cursus honorum. Sin embargo, el cónsul Lucio Volacacio Tulo le impidió ser candidato por motivos de forma. Poco más tarde llegó una delegación de la provincia de África que denunció a Catilina en el senado por abuso de poder mientras ejercía su cargo de gobernador. Catilina fue llevado de nuevo a juicio en 65 a. C., momento en que recibió el apoyo de muchos de los hombres más distinguidos de Roma, incluyendo muchos de los consulares. Incluso uno de los cónsules de aquel año, Lucio Manlio Torcuato, mostró su apoyo a Catilina. Cicerón consideró también ejercer la defensa de Catilina ante el tribunal. De nuevo, Catilina sería exculpado. Sin embargo, su absolución no sería suficiente para que los electores borraran de él toda sospecha de sus supuestos crímenes.

## La primera conjuración de Catilina
Con toda probabilidad, Catilina no estuvo involucrado en la que se daría en llamar primera conjuración de Catilina. Sin embargo, muchas fuentes históricas lo implican en la misma. Además, no parece suceder solo en una fuente, sino que esta implicación se presenta en todas las fuentes, lo que a pesar de todo, se estima que no es sino la reproducción de una serie de rumores. Mucha de esta información pertenece a los discursos de Cicerón In toga candida, que este efectuó durante su campaña electoral de 64 a. C.
La oligarquía decidió retirar su apoyo a Catilina para ulteriores candidaturas, y viéndose así obligado a pasar a la oposición, fue protegido por Craso. Los candidatos a cónsules Publio Antonio Peto y Publio Cornelio Sila (sobrino del Sila) tuvieron que renunciar al consulado acusados de soborno masivo. De este modo, los otros dos principales candidatos, Lucio Manlio Torcuato y Lucio Aurelio Cota serían los cónsules del año 65 a. C. Supuestamente Catilina, ofendido por no permitírsele el acceso al consulado, conspiró junto con Cneo Calpurnio Pisón y los anteriores candidatos a cónsules para organizar la matanza de muchos de los senadores y de los nuevos cónsules el mismo día que éstos tomaban posesión de sus cargos. Luego, ellos mismos se erigirían como cónsules y Pisón sería enviado a Hispania para organizar sus provincias.
No está claro del todo quién participó en esta conjuración, que fracasó (como un segundo intento un mes más tarde). Catilina actuó, según todos los indicios, como agente de Craso a fin de que este, de haber triunfado el complot, hubiese sido nombrado dictador, con Julio César como lugarteniente.
Más tarde, en 62 a. C., Cicerón defendió a Publio Sila ante el tribunal tras ser acusado de pertenecer a la reciente conspiración. Al final, Sila fue exculpado y Cicerón recibió un importante crédito, que invirtió en una nueva vivienda.

## Años de transición
Durante el año 64 a. C., Catilina fue aceptado de forma oficial como candidato a las elecciones consulares del año 63 a. C. Se presentó junto a Cayo Antonio Híbrida, del que se sospechaba que había sido uno de los conspiradores. A pesar de ello, Catilina fue derrotado por Cicerón e Híbrida en las elecciones, principalmente porque la aristocracia romana temía a Catilina y sus planes económicos. Catilina promovía las reivindicaciones de la plebe junto a su política económica de las tabulae novae, la cancelación completa de las deudas.
Ese mismo año, Catilina había sido llevado de nuevo a juicio, aunque en esta ocasión por su papel en la represión de Sila. A instancias del cuestor Catón el Joven, todos los hombres que se habían aprovechado de la represión fueron llevados a juicio. Catilina fue acusado de asesinar a Marco Mario Gratidiano, y por pasear la cabeza de este por las calles de Roma. Otros le acusaban de haber asesinado a muchos otros hombres notables de la ciudad. La más indignante de las acusaciones aseguraba que había asesinado a su propio cuñado y haber pedido su proscripción posteriormente a Sila para hacer de su muerte un acto legítimo. A pesar de todo esto, Catilina fue de nuevo exculpado, aunque algunos conjeturan que esta exculpación se debió a la influencia de Julio César, quien presidía el tribunal.
Catilina eligió de nuevo optar por el consulado. En las elecciones del año 62 a. C., Catilina fue derrotado nuevamente, esta vez por Décimo Junio Silano y Lucio Licinio Murena, lo que quebró definitivamente sus ambiciones políticas. La única posibilidad de obtener el consulado era ya a través de medios ilegítimos: la conspiración o la revolución.

## La segunda conjuración de Catilina
Privado de sus apoyos políticos Catilina derivó hacia el populismo más exacerbado, y comenzó a reclutar un nutrido grupo de hombres de las clases senatorial y ecuestre, descontentos tanto con la política del Senado y de Pompeyo como con la situación económica existente entonces. Publio Cornelio Léntulo Sura, el conspirador más influyente tras Catilina, había obtenido el rango de cónsul en el año 71 a. C., pero se le expulsó del senado por los censores durante las purgas políticas del año siguiente. Autronio también fue cómplice de la conspiración, tras haber sido expulsado del gobierno romano.
Promoviendo su política de condonación de deudas, Catilina reunió a muchos pobres bajo su bandera, junto con muchos de los veteranos de Sila. Envió a Cayo Manlio, un centurión del antiguo ejército de Sila, para liderar la conspiración en Etruria, donde este consiguió reunir un ejército. Envió también a otros hombres a tomar posiciones importantes a todo lo largo de la Península itálica, e inició una pequeña revuelta de esclavos en Capua. Mientras el malestar de la población se dejaba sentir por los campos romanos, Catilina hizo los preparativos finales para la conjura en Roma. La acción debía iniciarse simultáneamente en varios puntos de Italia, especialmente en Etruria, donde, como puso al descubierto la rebelión de Lépido, existía un particular descontento entre la población y los veteranos. Sus planes incluían los incendios y la matanza de senadores, tras los cuales se uniría al ejército reunido por Manlio. La revolución —siempre según los planes iniciales— habría de alcanzar finalmente la ciudad de Roma, donde la promesa de un programa social sostendría a Catilina como dictador o como cónsul. Para llevar estos planes a cabo, Cayo Cornelio y Lucio Vargunteio deberían asesinar a Cicerón al amanecer del 7 de noviembre de 63 a. C.
Aunque los políticos populares como Craso y César estuvieron al corriente de la conjuración parece lo más probable que permanecieran alejados de ella, por considerar los planes demasiados radicales o difíciles de llevar a cabo. Cicerón tuvo, sin embargo, conocimiento de lo que se tramaba cuando Quinto Curio, uno de los senadores, le alertó del peligro a través de su amante Fulvia, lo que lo convirtió en uno de sus informadores. De este modo, Cicerón pudo escapar de una muerte segura.
Poco después, Cicerón denunciaría a Catilina ante el senado en el primero de los discursos de las Catilinarias. De ese momento es una de sus más famosas frases: «Quousque tandem, Catilina, abutere patientia nostra?» (¿Hasta cuando abusarás de nuestra paciencia, Catilina?). Se dice que Catilina reaccionó de forma violenta asegurando que, si él se quemaba, lo haría en medio de la destrucción general. Inmediatamente después de esto, salió en dirección a su casa, mientras el Senado autorizaba a Cicerón a hacer uso del senatus consultum ultimum. Era el 22 de octubre de 63 a. C. Aquella noche, Catilina huyó de Roma bajo el pretexto de que se dirigía a un exilio voluntario en Masilia. Sin embargo, se dirigió hacia el campamento de Manlio en Etruria.
Mientras Catilina preparaba su ejército, los conspiradores continuaban con sus planes. Justamente por entonces se encontraban en Roma dos embajadores pertenecientes a la tribu gala de los alóbroges. Así que a Léntulo se le ocurrió intentar atraerlos a su causa. La idea era que, al estallar la revolución, cruzasen los Alpes con su caballería y se uniesen a los sublevados. Para conquistar su favor, Léntulo se valió de los servicios de Publio Umbreno, personaje conocido de los galos por haber hecho asiduamente negocios en su país y de Publio Gabinio Capitón, un líder conspirador de clase ecuestre. Umbreno expuso a los embajadores de los alóbroges toda la conjura, incluyendo nombres, fechas, planes y lugares. A fin de convencerlos les narró la consabida historia, según la cual los augurios indicaban que Léntulo iba a ser el tercer Cornelio que gobernase Roma. De esta manera la conjura fue revelada.
La delegación tomó rápidamente ventaja de esta oportunidad e informó a Cicerón, quien instruyó a los delegados para obtener un provecho tangible de la conspiración. Cinco de los líderes conspiradores escribieron cartas a los alóbroges para que los delegados mostraran a su pueblo que existía una esperanza en esta conspiración, pero estas cartas fueron interceptadas en su camino hacia la Galia en el puente Milvio. Entonces Cicerón leyó estas cartas incriminatorias en el Senado. La sesión senatorial del 5 de diciembre fue decisiva: en ella Catón solicitó la pena de muerte para los conjurados, que Cicerón aplicaría inmediatamente pese a la brillante defensa realizada por Julio César. Los cinco conspiradores fueron ejecutados sin juicio en la prisión del Tuliano. De esta forma se puso fin a la conjura en Roma.
Tras haber sido informado de la noticia sobre el desastre en Roma, Catilina (declarado hostis el 15 de noviembre) y su poco equipado ejército iniciaron la marcha hacia la Galia, para luego volverse hacia Roma en multitud de ocasiones, en un vano intento de evitar el combate. Inevitablemente, Catilina se vio forzado a luchar, por lo que eligió enfrentarse al ejército de Híbrida cerca de Pistoria (la actual Pistoia), con la esperanza de que Antonio perdiera la batalla y desanimara al resto de los ejércitos. El mismo Catilina luchó con bravura en la batalla, y una vez constatado que no existía esperanza de victoria, se lanzó contra el grueso del enemigo. En el recuento de los cadáveres, todos los soldados de Catilina se encontraron con heridas frontales, y el cadáver del mismo Catilina se halló adelantado a sus propias líneas. Se le cortó la cabeza y ésta fue llevada a Roma, como prueba pública de que el conspirador había muerto.

## Semblanza de Catilina
Al decir de Salustio:

Lucio Catilina (...) fue de gran fortaleza de alma y cuerpo, pero de carácter malo y depravado. A éste, desde la adolescencia, le resultaron gratas las guerras civiles, las matanzas, las rapiñas, las discordias ciudadanas, y en ellas tuvo ocupada su juventud. Su cuerpo era capaz de soportar las privaciones, el frío, el insomnio más allá de lo creíble para cualquiera. Su espíritu era temerario, pérfido, veleidoso, simulador y disimulador de lo que le apetecía, ávido de lo ajeno, despilfarrador de lo propio, fogoso en las pasiones; mucha su elocuencia, su saber menguado. Su espíritu insaciable siempre deseaba cosas desmedidas, increíbles, fuera de su alcance. A este hombre, después de la dictadura de Sila le había asaltado un deseo irreprimible de hacerse dueño del Estado y no tenía escrúpulos sobre los medios con los que lo conseguiría con tal de procurarse el poder. Su ánimo feroz se agitaba más y más cada día por la disminución de su hacienda y por la conciencia de sus crímenes, incrementadas una y otra con aquellas artes que antes he señalado. Le incitaban además las costumbres corrompidas de la ciudad echadas a perder por dos males pésimos y opuestos entre sí: el libertinaje y la avaricia. Puesto que la circunstancia ha traído a colación las costumbres de la ciudad, el asunto mismo parece aconsejarnos volver atrás y explicar brevemente las instituciones de los antepasados en paz y en guerra, cómo gobernaron la República y cuán grande la dejaron para que poco a poco se transformase de la más hermosa y excelente en la peor y más infame.
La Conjuración de Catilina, V

...su espíritu impuro, hostil a los dioses y a los hombres, no podía tranquilizarse ni en la vela ni en el reposo, hasta tal punto el remordimiento corroía su alma sobresaltada. Así pues, su color era pálido, su mirada repulsiva, su andar unas veces rápido y otras parsimonioso; en su aspecto y en su rostro se evidenciaba inequívocamente la locura.
La Conjuración de Catilina, X